# U R Man
U R Man è il quarto singolo digitale della boy band sudcoreana SS501, pubblicato il 9 gennaio 2009 per il mercato coreano. Entrambi i brani presenti sul singolo sono i remix delle due tracce principali dell'EP U R Man.

## Tracce
Download digitale
1. U R Man (Remix)
2. The ONE (Remix)